# Sarah Trimmer
Sarah Trimmer (6 de enero de 1741-15 de diciembre de 1810) fue una escritora y crítica de literatura infantil británica. Su periódico, The Guardian of Education, ayudó a definir el género emergente, criticando la literatura infantil de forma oficial por primera vez; también creó la primera reseña histórica de la literatura para niños, estableciendo un punto de referencia del género que los historiadores continúan utilizando en la actualidad. Su libro más popular, Fabulous Histories, inspiró varias historias infantiles y permaneció en las imprentas por más de un siglo.
Trimmer fue una filántropa activa además de escritora; fundó varias escuelas dominicales y entidades benéficas en su parroquia. Para ampliar sus proyectos educativos no solo escribió libros de texto, sino que también creó manuales para otras mujeres interesadas en comenzar sus propias escuelas. Los esfuerzos de Trimmer inspiraron a otras mujeres, tales como Hannah More, a crear programas para escuelas dominicales y a escribir cuentos para niños y para personas de bajos recursos.
Trimmer se dedicó de muchas formas a mantener el estatus social y político con sus obras. Como devota cristiana, intentaba promover los preceptos de la Iglesia de Inglaterra, enseñando a los niños las doctrinas del Cristianismo. Sus obras resumían los beneficios de la jerarquía social, argumentando que cada clase debía permanecer en la posición social que Dios les había otorgado. Sin embargo, a la vez que apoyaba varias de las ideologías sociales y políticas de su época, Trimmer cuestionó otras, principalmente las relacionadas con el género y con la familia.

## Primeros años

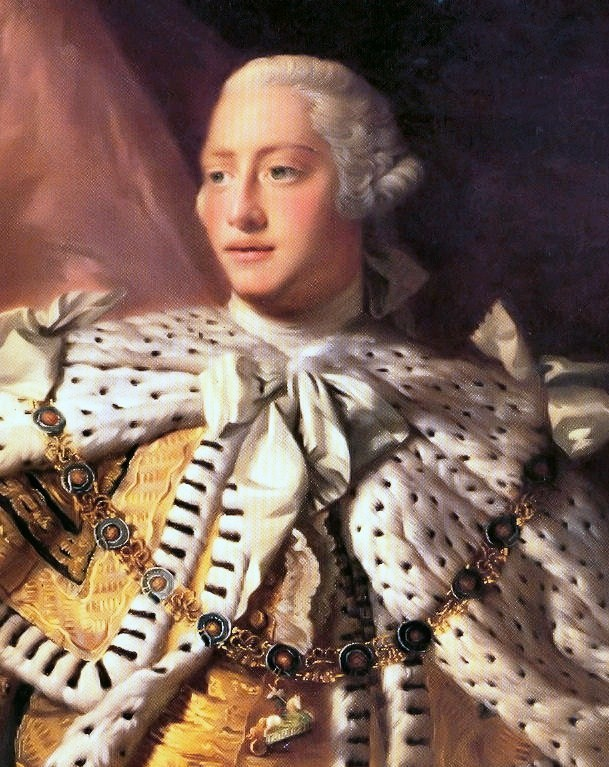
El Príncipe de Gales (quien sería rey de Inglaterra) fue alumno de Joshua Trimmer, el padre de Sarah.

Trimmer nació el 6 de enero de 1741 en Ipswich como hija de Joshua Kirby y Sarah Bell. Su padre fue un artista destacado y trabajó como presidente de la Sociedad de Artistas. Trimmer tenía un hermano menor llamado William. Como era la mejor escritora de la familia, solía hacer los ensayos escolares de su hermano por él. Cuando era una niña, asistió a la escuela de la Sra. Justiner en Ipswich, una experiencia que siempre recordaría con cariño. En 1755, la familia se mudó a Londres en donde su padre, quien había escrito varias obras importantes sobre perspectiva, se convirtió en el tutor del Príncipe de Gales enseñándole esta asignatura. Debido al contacto de su padre con la comunidad artística, Trimmer pudo conocer a los pintores William Hogarth y Thomas Gainsborough, además del por ese entonces escritor y crítico Samuel Johnson. En una ocasión, cuando inmediatamente mostró su versión de bolsillo del libro de John Milton, El paraíso perdido (1667), para ayudar a resolver una disputa entre su padre y Johnson basada en un pasaje en particular, el escritor quedó encantado al ver que Sarah admiraba a Milton tanto como para llevar sus obras con ella en todo momento, la invitó a su casa y le mostró un volumen de su famoso periódico The Rambler. En 1759, con la ayuda de su antiguo alumno, el Príncipe de Gales (quien se convertiría en Jorge III), su padre fue ascendido en su trabajo a  Secretario de Obras de la Casa Real en Kew Palace, y la familia se mudó a Kew. Allí Sarah conoció a James Trimmer, con quien contrajo matrimonio el 21 de septiembre de 1762; luego de la boda, la pareja se mudó a Old Brentford.

## Maternidad y filantropía
Trimmer mantuvo una relación estrecha con sus padres; después de su matrimonio visitaba a su padre todos los días, más tarde acompañada por sus hijos mayores. Ella y su esposo tuvieron doce hijos en total: seis varones y seis mujeres. Trimmer fue la responsable de la educación de sus hijos, combinándola con sus tareas como madre y maestra, lo cual inicialmente despertó su interés en la educación.
Inspirada por Robert Raikes, Trimmer también comenzó a trabajar en escuelas dominicales, fundando la primera escuela dominical para niños de bajos recursos en Old Brentford en 1786. Ella y dos ministros de su parroquia, Charles Sturgess y Charles Coates, organizaron un fondo financiero y establecieron varias escuelas para los niños necesitados del vecindario. Inicialmente, quinientos niños y niñas quisieron asistir a la escuela dominical de Trimmer; incapaz de acomodar semejante número, decidió excluir a los menores de cinco años y limitó las plazas a un niño por familia. La parroquia creó tres escuelas, cada una de las cuales contó con treinta alumnos: una para los niños mayores, otra para los menores y otra para las niñas. Mientras que otros reformistas educativos de la época tales como Mary Wollstonecraft lucharon por la instrucción mixta, Trimmer se opuso a dichos cambios pedagógicos, ya que creía en la educación separada de ambos sexos. Los estudiantes aprendían a leer, con objeto de que pudiesen leer la Biblia. Los alumnos también fueron alentados a mantenerse limpios; todo aquel que lo solicitaba recibía un cepillo y un peine. Las escuelas de Trimmer se volvieron tan reconocidas y admiradas que Raikes, la inspiración inicial de Trimmer, recomendó a aquellos que necesitasen asistencia que organizasen una escuela dominical basándose en las de Trimmer; incluso la Reina Carlota pidió consejo a Trimmer para fundar una escuela dominical en Windsor.
Después de su conversación con la Reina, Trimmer escribió The Œconomy of Charity, donde describe como los lectores, específicamente las mujeres, pueden establecer escuelas dominicales en sus propias comunidades. Sin embargo, su libro generó cierta controversia. Mientras que los partidarios de las escuelas dominicales como Raikes y Trimmer afirmaban que las escuelas ayudaban a controlar el crecimiento social de la clase baja, los críticos declaraban que esas escuelas sólo alentarían las diferencias sociales que estaban tratando de eliminar. John Byng, por ejemplo, advirtió que «la educación no sólo debería 'enseñarles a leer folletos, libros y publicaciones sobre el Cristianismo'... debería proporcionarles preparación para el laborioso empleo cuya posición en la sociedad les había destinado». Trimmer aceptó que los más humildes estaban «destinados» por Dios a ser así, pero discutió la afirmación de que sus escuelas afianzaban la jerarquía social divina. El debate sobre las escuelas dominicales fue llevado a cabo en iglesias, en el Parlamento y en la imprenta; al publicar The Œconomy of Charity, Trimmer estaba introduciendo el enérgico debate en la sociedad. Como erudita, Deborah Wills argumentó:

[The Œconomy of Charity] está redactado en un contexto altamente politizado el cual anticipa, contesta y contradice los argumentos en contra de las escuelas dominicales. [Trimmer] resume un programa, en el cual dice que la escuela dominical, propiamente administrada, puede servir como institución del control social e intensificar la jerarquía. El texto de Trimmer, cuidadosamente modesto y sin pretensiones, se revela como una manifestación de la clase media para la apropiación del poder social, político y religioso en nombre de la moralidad.

Por ejemplo, Trimmer dijo que en las escuelas dominicales no sólo se enseña a los alumnos a leer la Biblia, sino también a sacar conclusiones políticas y teológicas de la misma. Además, discutió que la responsabilidad de educar a los más humildes reside sólo en los hombros de la clase media. Eliminando a la aristocracia de un papel activo en sus programas filantrópicos, «Trimmer aseguró que aquellos que realmente regulan los planes de estudios de las escuelas dominicales son aquellos que perpetuarán y mejorarán la cultura de la clase burguesa». Como Wills señala, esto la distinguía de otros filántropos de la época, tales como Hannah More.

Dios, deseo promover la religión sagrada que está tan terriblemente abandonada. Deseo salvar a los jóvenes de los vicios de la época.
Sarah Trimmer

Trimmer también fundó y administró escuelas de caridad en su vecindario. Trasladó a los estudiantes prometedores de sus escuelas dominicales, a los cuales veía sólo una vez a la semana, a las nuevas escuelas, las cuales visitaba varias veces a la semana. Como escribió en su periódico, esas escuelas parecían ser para ella «una perspectiva feliz para rescatar a varios niños de los vicios y del despilfarro». Mientras que las escuelas dominicales eran fundadas por suscripción, es decir, por las donaciones de la comunidad a la parroquia, las escuelas de caridad fueron fundadas por la Sociedad para la Propagación del Conocimiento Cristiano (SPCK, por sus siglas en inglés), la cual había fundado la primera escuela de caridad alrededor de un siglo antes. Trimmer criticó el plan de aprendizaje que tenían las escuelas de caridad tradicionales e intentó instituir un método de catequismo más dinámico en sus escuelas, que estimularía a los alumnos a hacer preguntas. Escribió en su periódico, «mi deseo más serio es crear un curso de capacitación para las escuelas de caridad, en el cual los niños aprendan en realidad, y no sólo teóricamente, los principios de la religión cristiana, tal como están en las Escrituras». Trimmer también estableció escuelas de industria, en las cuales educó a sus estudiantes menos prometedores. En esas escuelas se enseñaba a las niñas, por ejemplo, a coser y a tejer. Inicialmente, Trimmer creyó que las escuelas serían un beneficio para las niñas, que podrían tejer y coser como trabajo; sin embargo, éstas no tenían las habilidades necesarias, por lo que creaban productos de baja calidad que no lograban venderse. Trimmer evaluó este proyecto como un fracaso.
William Keutsch, un historiador moderno del siglo XVIII, ha criticado los proyectos de Trimmer como ingenuos y moralistas:

No hay indicaciones acerca de que Sarah Trimmer basó sus esfuerzos de instruir y mejorar a los hijos de los humildes en análisis sociales detallados, sino que aparentemente estaba profundamente preocupada no sólo por sus necesidades, sino también por el incremento en el número de personas de bajos recursos en el país. No está claro si entendió que la sociedad estaba cambiando de feudal a una estructura burguesa más moderna, en la cual muchas de las antiguas diferencias sociales estaban siendo removidas y reemplazadas por sistemas nuevos. En general, no mostró interés en las causas sociales y económicas de la pobreza. En lugar de ello, mostró un modelo de mejoría que reside en una vigorosa división de la gente trabajadora y de la gente pobre como si fuesen el blanco y el negro: los pobres dignos y no dignos de ayuda, los piadosos y los no piadosos, el perezoso y el trabajador; esto es una identificación alternativa de la pobreza con virtudes y con vicios.

Aunque las escuelas dominicales creadas por Trimmer han sido a menudo caracterizadas por los investigadores modernos como un instrumento represivo utilizado por la clase media para imponer su moralidad en las clases más bajas, Thomas Laqueur ha argumentado que los más humildes aprovechaban la oportunidad de obtener alfabetización y no tuvieron en cuenta varias de las lecciones morales que les obligaron a aprender.

## Carrera literaria

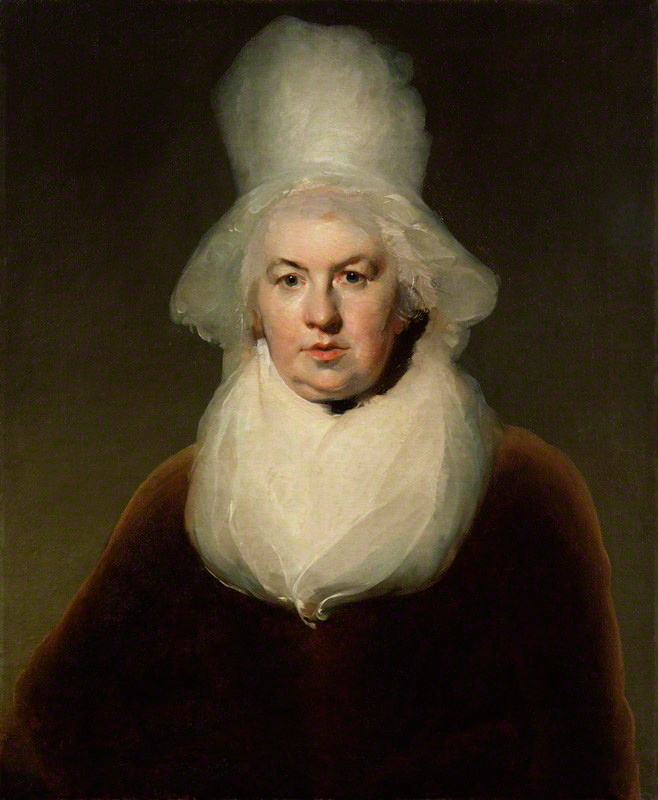
Sarah Trimmer, retratada por Henry Howard en 1798.

En una carrera literaria que ocupó más de un cuarto de siglo, Trimmer escribió entre treinta y tres y cuarenta y cuatro textos. Se basó en un amplio rango de géneros: libros de texto, manuales de enseñanza, literatura infantil, panfletos políticos y periódicos. Mientras que la mayoría de sus textos fueron para niños, algunas de sus obras, como The Œconomy of Charity, fueron específicamente para adultos. Otros fueron escritos para todas las audiencias, tales como The Servant’s Friend (1786-1787), el cual fue creado para instruir sirvientes de todas las edades.
A lo largo de su carrera, Trimmer trabajó con cuatro editores diferentes: John Marshall, T.N. Longman, G. Robinson, y Joseph Johnson, y, para 1800, la mayoría de sus obras estaban incluidas en el catálogo de Newbery, el editor que vendió la mayor cantidad de literatura infantil. Finalmente, Trimmer dejó de publicar sus libros con Joseph Johnson, porque no estaba de acuerdo con sus pensamientos políticos: él era partidario de la Revolución francesa y había comenzado a publicar obras que ella consideraba subversivas.

### An Easy Introduction to the Knowledge of Nature

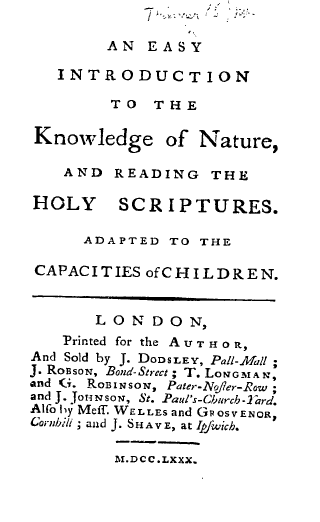
Primera página de la primera edición de An Easy Introduction to the Knowledge of Nature (1780).

El primer libro de Trimmer, An easy introduction to the knowledge of nature, and reading the holy scriptures, adapted to the capacities of children (Una fácil introducción al conocimiento de la naturaleza, y lectura de las sagradas escrituras, adaptada a las capacidades de los niños) (1780) fue escrito durante la revolución de la literatura infantil, comenzada por Anna Laetitia Barbauld. En el prólogo, Trimmer escribió que la obra de Isaac Watts Treatise on Education fue la inspiración para su trabajo y que «un libro que contuviese un panorama general de la naturaleza sería muy útil, ya que implicaría abrir la mente al conocimiento del ser supremo, en preparación a la lectura de las Sagradas Escrituras». En el texto, el lector sigue a una madre y a sus dos hijos, Charlotte y Henry (tal vez llamados así por los dos hijos de Trimmer), en una serie de caminatas en lugares repletos de naturaleza, durante los cuales la madre describe las maravillas de las creaciones de Dios. En 1793, una versión de este libro fue añadida al catálogo de la Sociedad para la Propagación del Conocimiento Cristiano; después de 77 años, había vendido más de 750.000 copias.
Aileen Fyfe, una historiadora interesada en la relación entre la ciencia y la religión, ha discutido que la obra de Trimmer, pese a que está inspirada en los libros de Barbauld, difiere dramáticamente de Barbauld en su orientación religiosa. Barbauld era una disidente y más inclinada, según Fyfe, a «alentar la curiosidad, la observación, y el razonamiento». En contraste, Trimmer, como anglicana, describió a la naturaleza con respeto y admiración, y como reflejo de la divinidad de Dios y de su bondad. Estas creencias están reflejadas incluso en la estructura del texto; el objetivo de Trimmer era transmitir su concepto de la admiración, por lo tanto su texto no progresa en una forma ordenada a través del estudio del mundo natural. Los textos de Barbauld, sin embargo, acentúan la lenta acumulación del conocimiento, además del pensamiento lógico. Así, Evenings at Home, el cual coescribió con su hermano, John Aikin, tiene una «estructura sistemática». Otra diferencia entre las dos autoras yace en el papel de la autoridad: mientras que en los textos de Barbauld y los que ella escribió con su hermano acentúan los diálogos entre la maestra y el alumno, las conversaciones textuales de Trimmer, según Fyfe, son «controladas por el padre».
Sin embargo, Donelle Ruwe, un erudito de la literatura infantil del siglo XVIII, ha señalado que An Easy Introduction no es enteramente un texto conservador: desafía a las nociones del siglo XVIII de los papeles apropiados para las mujeres, apreciados en los manuales de conducta tales como los escritos por John Gregory y James Fordyce. La madre en el libro de Trimmer actúa como «líder espiritual» y demuestra que una mujer es capaz de tener «razonamiento teológico». Tales descripciones desafían los dichos de Jean-Jacques Rousseau de que las mujeres sólo son capaces de memorizar dogmas religiosos y no de llevar a cabo pensamientos sofisticados. Además, la madre de Trimmer trata de educar a los niños en una manera simple, en lugar de aplicar los trucos «manipuladores» del tutor en la obra de Rousseau, Emilio.
Pocos años después, inspirada por Adèle et Théodore (1782) de Madame de Genlis, Trimmer comisionó juegos de ilustraciones de la Biblia para los cuales proveyó los comentarios; también publicó comentarios de historia antigua e historia británica. Estos juegos variados fueron muy populares y podían ser comprados juntos o individualmente. Los grabados fueron por lo general colgados en paredes o incluidos en libros.

### Libros para las escuelas de caridad
Debido a que, en la opinión de Trimmer, había escasez de buen material educativo para utilizar en las escuelas con fines benéficos, decidió escribirlo ella misma. La serie de libros que creó entre 1786 y 1798 fue utilizada en Gran Bretaña y en sus colonias durante el siglo XIX. Trimmer fue una astuta promotora de su trabajo; sabía que sus libros no lograrían ser leídos por un gran número de niños humildes en escuelas de caridad a menos que estuviesen financiados y publicitados por la SPCK. Escribió en su periódico «mi plan, sin ayuda, caerá al suelo». Así, se unió a la sociedad en 1787. En 1793, envió doce copias de su tratado Reflections upon the Education in Charity Schools with the Outlines of a Plan Appropriate Instruction for the Children of the Poor (Reflexiones sobre la Educación en las Escuelas de Caridad con el Perfil de un Plan para la Instrucción Adecuada de los Hijos de los Humildes) al subcomité que elegía los libros financiados por la organización. En el tratado, argumentó que el plan de estudios vigente para las escuelas de caridad era muy anticuado (tenía ya más de cien años) y necesitaba ser reemplazado. Sugirió una lista de siete libros que ella misma escribiría:
- Libro de deletreo en dos partes
- Lecciones de escrituras del Viejo Testamento
- Lecciones de escrituras del Nuevo Testamento
- Instrucciones morales de las escrituras
- Lecciones en la liturgia del libro del orador
- Cuentos ejemplares
- El ayudante de la maestra

El comité aceptó ampliamente su propuesta. El Libro de deletreo para las escuelas de caridad fue el primero en imprimirse y el más utilizado. Fue uno de los primeros libros para niños en escribirse para los más humildes, y, aunque era corto, tenía letra grande y márgenes amplios (características que eran consideradas apropiadas sólo para los libros hechos para los lectores privilegiados). Las historias en sí mismas eran también innovadoras: acentuaban las vidas cotidianas de niños comunes: «esos niños escalaban árboles, jugaban con fuego, les arrojaban bates de cricket a las ovejas y mendigaban en las calles». El libro fue adoptado por Andrew Bell hacia 1800 para su sistema educativo y por varias sociedades educativas a lo largo de Gran Bretaña y sus colonias; incluso fueron usados para educar esclavos adultos en Antigua y Barbuda y Jamaica.
El libro propuesto «Lecciones de las Escrituras» se convirtió en An Abridgement of Scripture History, consisting of Lessons selected from the Old Testament, for the Use of Schools and Families (Un Resumen de la Historia de las Escrituras, el cual consiste en Lecciones seleccionadas del Viejo Testamento, para el Uso Escolar y Familiar) el cual era una antología de selecciones de la Biblia. Como el libro de deletreo, éste fue adoptado en el sistema educativo británico y formó parte de los planes de estudio escolares hasta mediados del siglo XIX. En 1798 SPCK publicó Scripture Catechisms, Part I and II (Catequismo de las Escrituras, Partes I y II); estas obras estaban dirigidas a ayudar a las maestras, mientras que la antes mencionada estaba únicamente creada para los estudiantes. Los «Cuentos Ejemplares» parecen no haber sido escritos exactamente como se planeaba, pero los libros de Trimmer Servant's Friend (El amigo del sirviente) y Two Farmers (Dos granjeros) llenaron el propósito que tenía en su plan de publicar cuentos agradables y moralistas. Estos dos libros también fueron utilizados en las escuelas dominicales. «El asistente de la maestra» fue una ayuda para las docentes y fue también ampliamente utilizado en las escuelas británicas. Los únicos textos que no fueron publicados por la SPCK fueron las adaptaciones y los comentarios de Trimmer en el «Libro del Orador», el cual publicó en varias imprentas.

### Fabulous Histories

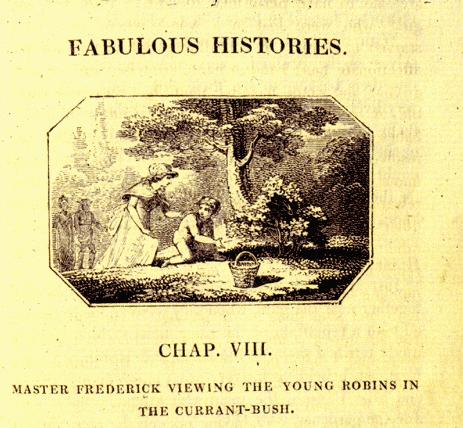
Ilustración del libro Fabulous Histories.

Fabulous Histories (más tarde conocido como The Story of the Robins), el trabajo más popular de Trimmer, fue publicado por primera vez en 1786, y permaneció en las imprentas hasta el comienzo del siglo XX. Narra la historia de dos familias, una de petirrojos y otra humana, las cuales aprenden a convivir agradablemente. Principalmente, los niños y los polluelos deben aprender a adoptar virtudes y a evitar las tentaciones y los vicios. Para Trimmer, el que los niños desarrollasen la amabilidad hacia los animales los llevaría a practicar la «benevolencia universal» cuando fuesen adultos. Según Samuel Pickering, Jr., un erudito del siglo XVIII de la literatura infantil, «en su descripción de las actitudes del siglo hacia los animales, la obra de la Sra. Trimmer Fabulous Histories fue el libro para niños más representativo del período».
El texto expresa la mayoría de los temas que más tarde dominarían las obras de Trimmer, tales como su hincapié en las jerarquías sociales; como explica Tess Cosslett, una estudiosa de la literatura infantil, «la noción de la jerarquía que muestra Fabulous Histories es relativamente estable y fija. Los padres están por encima de los niños en condición de autoridad, y los humanos sobre los animales, en condición tanto de dominio como de compasión; la gente pobre debería ser alimentada antes que los animales... [pero] la relación jerárquica del hombre y la mujer no está detallada claramente». Moira Ferguson, una historiadora de los siglos XVIII y XIX, ubica estas temáticas en un gran contexto histórico, argumentando que «los temores de la autora y su clase sobre una revolución industrial en crecimiento y sus repercusiones son evidentes. Por lo tanto, el texto ataca la crueldad hacia los pájaros y los animales afirmando la agresión de los británicos en el extranjero. El texto opta por soluciones conservadoras: el mantenimiento del orden y los valores establecidos, la resignación y el cumplimiento del pobre en su casa, la expatriación a los extranjeros que no lo asimilan fácilmente».
Una segunda temática dominante en el libro es la racionalidad; Trimmer expresa el temor común del poder de la ficción en el prólogo, explicándole a sus jóvenes lectores que su fábula no es real y que los animales en realidad no pueden hablar. Como muchos críticos sociales durante el siglo XVIII, Trimmer estaba preocupada por el potencial de la ficción, temiendo que causase un impacto negativo en los niños. Con el auge de la novela y su lectura, nació el temor de que la gente joven, en especial las mujeres, leyesen historias atrevidas sin conocimiento de sus padres y las interpretasen a su manera. Trimmer más tarde se referiría a su texto como Fabulous Histories y nunca como The Story of the Robins para acentuar su realidad; además, no permitió que el libro fuese ilustrado con dibujos de pájaros parlantes, ya que esto sólo reforzaría la paradoja del libro (era ficción narrándose como una historia). Yarde también ha especulado sobre que la mayor parte de los personajes del texto han sido dibujados por amigos y familiares de Trimmer.

### The Guardian of Education
Más adelante, Trimmer publicó el influyente Guardian of Education (junio de 1802-septiembre de 1806), el cual incluyó ideas para instruir a los niños y críticas de libros contemporáneos infantiles. Aunque se había hecho un intento previo para revisar periódicamente los libros para niños en Gran Bretaña, según Matthew Grenby, «las críticas eran mucho menos considerables y sostenidas que las de Trimmer». El Guardian incluyó no sólo críticas de libros para niños, sino también extractos de textos que Trimmer pensó que ayudarían a sus lectores adultos. Contribuyó a «evaluar el estado vigente de la educación en Gran Bretaña para dar forma a una dirección futura». Para hacerlo, evaluó las teorías educacionales de Jean-Jacques Rousseau, John Locke, Mary Wollstonecraft, Hannah More, Madame de Genlis, Joseph Lancaster, y Andrew Bell, entre otros. En su «Ensayo de la Educación Cristiana», publicado más tarde en forma separada, propuso su propio programa educativo detallado.
Trimmer se tomó muy en serio su trabajo y escribió más de 400 críticas, constituyendo un conjunto de apreciaciones diferentes. Como Grenby declaró, «sus preguntas iniciales de cualquier libro para niños eran, en primer lugar, si dañaban a la religión; en segundo lugar, si criticaban a la lealtad política o a la jerarquía social establecida». Según Grenby, la religión era siempre la prioridad de Trimmer y su énfasis en la Biblia ilustra su fundamentalismo. Criticó negativamente a los libros que incluían escenas de muerte, personajes que eran dementes, y representaciones de sexualidad, además de libros que pudieran asustar a los niños. Normalmente elogiaba los libros que alentaban la instrucción intelectual, tal como la obra de Anna Laetitia Barbauld, Lessons for Children (1778-79).
El fundamentalismo de Trimmer, añade Grenby, no necesariamente la marcó como la pensadora rígida que muchos críticos piensan que fue. Grenby señala que Trimmer, como Rousseau, creía que los niños eran buenos por naturaleza; para ello, luchaba contra siglos de tradición, particularmente actitudes puritanas hacia los niños en edad de desarrollo. También estuvo de acuerdo con «la idea principal de Rousseau [mientras que irónicamente atacaba a las obras de Rousseau], más tarde tomadas por el Romanticismo, de que los niños no deberían ser obligados a convertirse en adultos tan pronto».
The Guardian of Education estableció la literatura infantil como un género en sus críticas. Además, en uno de sus primeros ensayos, Observations on the Changes which have taken place in Books for Children and Young Persons (Observaciones de los Cambios sucedidos en los Libros para Niños y Jóvenes), Trimmer escribió la primera historia de la literatura infantil, estableciendo definitivamente el género. Sus libros, puntos de referencia, son actualmente citados por los eruditos como de suma importancia en el desarrollo del género.

#### Cuentos de hadas

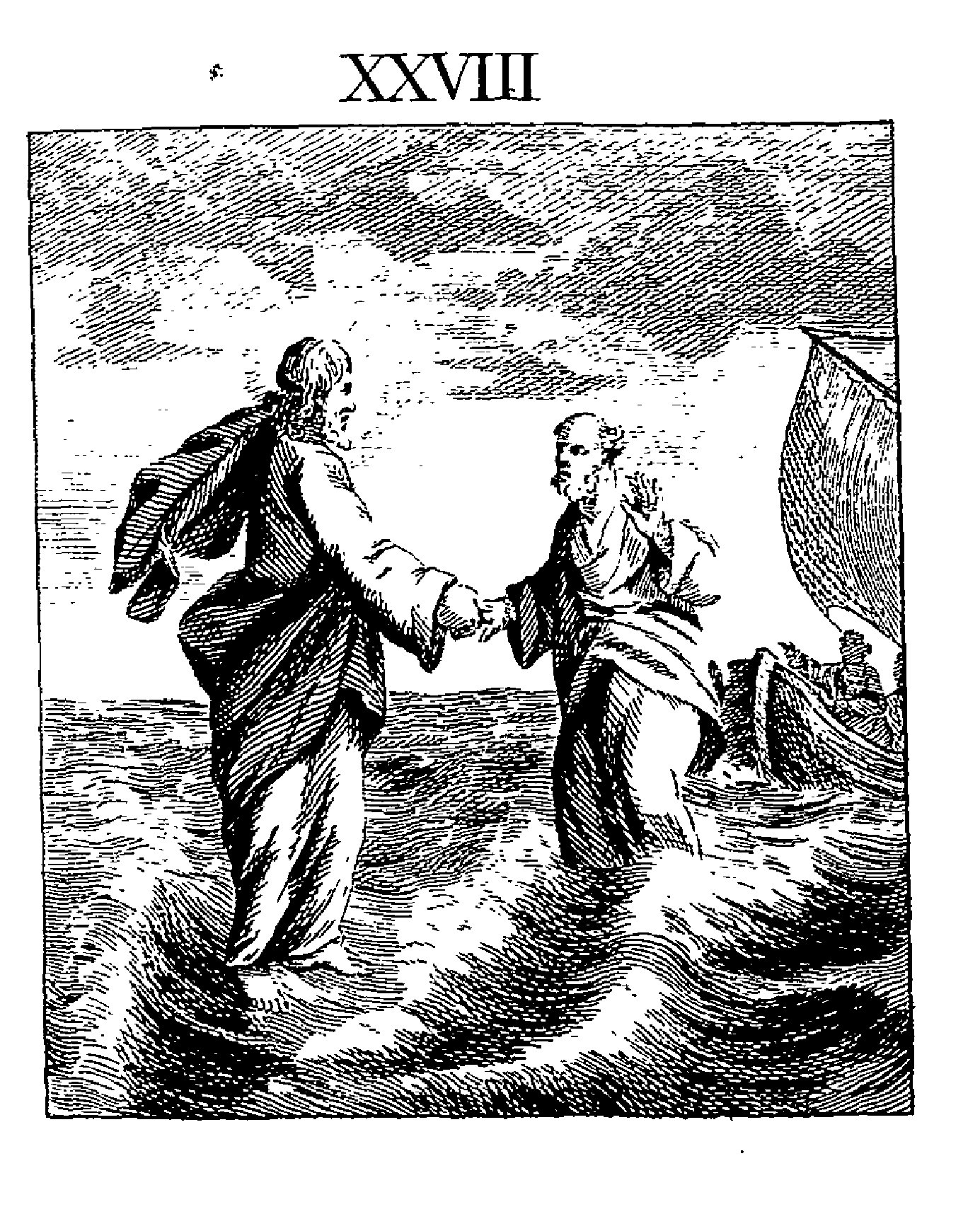
Ilustración (Jesús caminando sobre las aguas) de 1790 de uno los juegos con escenas bíblicas comentadas de Sarah Trimmer.

Trimmer es tal vez principalmente reconocida por su particular condena de los cuentos de hadas, tales como las traducciones de la obra de Charles Perrault Histoires ou Contes du Temps passé (originalmente publicado en 1697), ya que, según ella, por lo general estas historias apoyaban una visión irracional y sugerían que los niños tendrían éxito fácilmente (en otras palabras, no tendrían que trabajar). Los libros de baja calidad eran la literatura de los pobres y Trimmer intentó separar la literatura infantil de los textos que asociaba con las clases más bajas; también temió que los niños tuviesen acceso a la literatura barata sin el conocimiento de sus padres. Trimmer criticó los valores asociados con los cuentos de hadas, acusándolos de perpetuar la superstición y la imagen desfavorable de los padrastros. Viendo a Trimmer como censora de los cuentos de hadas, Nicholas Tucker ha argumentado que «al considerar los cuentos como peligrosos, la Sra. Trimmer es uno de los pocos eruditos que han escrito críticas sobre conceptos que se hallan incluso en sus propias historias».
Una de las razones por las cuales Trimmer pensó que los cuentos de hadas eran peligrosos fue porque llevaban a los lectores jóvenes a un mundo de fantasía al cual los adultos no podían seguirlos y cuidarlos de experiencias dañinas. Estaba horrorizada por las ilustraciones gráficas incluidas en algunas de las colecciones de cuentos de hadas, diciendo que «los niños pequeños, cuyas mentes son susceptibles de cualquier impresión; y aquellos cuya vivacidad de imaginación puede hacerla convertirse en realidad no deberían poder ver escenas tales como la de Barba Azul cortando la cabeza de su esposa».

#### Revolución francesa y religión
En las páginas de The Guardian of Education, Trimmer denunció a la Revolución francesa y a los filósofos cuyas obras, según ella, la defendieron, principalmente Jean-Jacques Rousseau. Argumentó que había una gran conspiración, organizada por los ateos y por los revolucionarios democráticos de Francia, para derrocar a los gobernantes legítimos de Europa. Estos conspiradores trataban de cambiar la sociedad tradicional «llegando a infectar las mentes de las últimas generaciones, por medio de libros educativos y libros para niños», según Trimmer. Su punto de vista fue apoyado por la obra de Augustin Barruel Memoirs, Illustrating the History of Jacobinism (1797-98) (ella extrajo largas secciones del texto y la llevó a su Guardian) pero también por sus temores de que hubiese guerras entre Francia y Gran Bretaña durante la década de 1790. Trimmer acentuó en sus escritos el cristianismo sobre todas las cosas y mantuvo que uno debería tornarse hacia Dios en tiempos de prueba. Como explica M. Nancy Cutt en su libro de literatura infantil, Trimmer y los escritores como ella «pensaban que el grado de felicidad humana estaba en proporción directa con el grado de la gracia divina. Así, repudiaban el punto de vista de los moralistas que decían que debían priorizar la razón y el trabajo para la felicidad temporal del individuo, el cual estaba gobernado bajo los mejores intereses de la sociedad». Trimmer y sus aliados sostuvieron que las teorías pedagógicas francesas la llevaban a ser una nación inmoral, específicamente, «deísta, infiel y revolucionaria».

### Sistemas educativos
En 1789, Andrew Bell inventó el método de enseñanza mutua, para instruir a los profesores de las colonias británicas en la India; era un sistema disciplinario que empleaba una jerarquía de estudiantes monitores, elegidos entre los estudiantes más sobresalientes que conducían el aprendizaje de sus compañeros, y pocos profesores. Bell publicó un libro, Experiment in Education (1797), para explicar su sistema, el cual pensaba que podría adaptarse para los niños de menores recursos en Inglaterra (incluyendo en el texto varias referencias de los libros de Trimmer). Un año después de leer Experiment, un cuáquero inglés, Joseph Lancaster, adoptó varios de sus principios para su escuela en Londres y luego publicó su propio libro, Improvements in Education (1803), en el cual repetía varias de las ideas de Bell. Debido a su ideología cuáquera, Lancaster no alentó la enseñanza de las doctrinas de la Iglesia Anglicana de Gran Bretaña. Trimmer, escandalizada por la sugerencia de que los niños británicos no necesitaban aprender mediante el sistema de la Iglesia, en 1805 escribió y publicó su obra Comparative View, la cual trató sobre los dos sistemas creando un cisma entre dos sistemas muy similares. Según F. J. Harvey Darton, uno de los primeros historiadores especializados en literatura infantil, «su efecto sobre la educación británica fue muy considerable, incluso extraordinario. Los dos sistemas rivales, el de Bell y el de Lancaster, fueron muy debatidos a lo largo del siglo, y la pelea entre Bell y el Dragón, como lo expresó un dibujante, apareció en todas las revistas y periódicos, incluso en el Edinburgh Review». Del debate «surgieron las dos sociedades principales: la Sociedad Nacional para Promover la Educación de los Niños Humildes según los Principios de la Iglesia, y la Sociedad de la Escuela Británica y Extranjera. El sistema educativo posterior de las escuelas primarias en Gran Bretaña se basó fundamentalmente en las dos sociedades».

## Fallecimiento
El esposo de Trimmer falleció en 1792; esto la afectó muy profundamente, como se evidenció en su periódico. En 1800, ella y algunas de sus hijas fueron obligadas a mudarse a otra casa en Brentford. Esto fue doloroso para Trimmer, quien escribió en su diario:

Lamentablemente, una viuda, desinformada sobre las formas del mundo, ignorante de los asuntos legales, puede hacer muy poco en estas ocasiones cuando suceden. Luego de residir más de treinta años en una casa, en la cual conocí muchos placeres, y en un vecindario en el cual logré hacerme respetar, me veo obligada a buscar una nueva habitación; y no hay ninguna dentro de una distancia corta que me permita cumplir los deseos de mi corazón de enseñar en las escuelas. Si cambiar mi residencia debe ser estrictamente necesario, temo que las escuelas cerrarán inevitablemente. También seré separada de algunos de mis niños, cuya sociedad consolará mis últimos años.

Trimmer murió allí el 15 de diciembre de 1810. Fue enterrada en St Mary's, Ealing. Hay una placa en su memoria en St. George's, Brentford:

A la memoria de SARAH viuda de James Trimmer, residente en esta parroquia durante casi 50 años, tiempo durante el cual adornó la doctrina de Dios nuestro Salvador en todas sus formas, a través de su práctica como constante vigilante en la Casa de Dios. En su propia casa un ejemplo de enfermeras cristianas, en su vecindario ministra de las necesidades de todos; los indigentes, los afectados y los ignorantes, buscando su mejoría moral impartiéndoles instrucción cristiana en privado y también en la escuela dominical, construida con sus esfuerzos y adoptada por su cuidado. Mediante sus escritos, instruyó sobre los miembros de las ramas de la Iglesia Sagrada de Cristo, en la cual nació y la cual amó con celo correctamente manejado. Descansa de sus labores en el decimoquinto día de diciembre de 1810 en su septuagésimo año de vida.

## Recepción y legado
El libro más popular de Trimmer, Fabulous Histories, fue reimpreso durante al menos 133 años y tuvo un profundo impacto en generaciones de lectores y escritores. En 1877, cuando la firma de Griffith y Farran lo publicó como parte de su «Biblioteca Juvenil Original», lo describieron como «la deliciosa historia de Dicksy, Flapsy, y Pecksy, ¿quién puede haberla olvidado? Está tan fresca hoy como lo estaba hace un siglo». Tess Cosslett también ha sugerido que los nombres de los pájaros de Trimmer, Dicksy, Pecksy, Flapsy y Robin, tienen una semejanza con los conejos—Flopsy, Mopsy, Cottontail y Peter—en los libros infantiles de Beatrix Potter. Trimmer también influyó a los escritores de literatura infantil de su época; la obra de William Godwin, Fábulas, antiguas y modernas (1805), por ejemplo, imita la de Trimmer Ladder to Learning.
Aunque Trimmer era altamente respetada por su trabajo de caridad durante su vida y por sus libros tiempo después de su muerte, su reputación comenzó a decaer a finales del siglo XIX y terminó de descender en el siglo XX. Una de las razones para esto fue que sus libros de texto, tan utilizados durante la primera mitad del siglo, fueron reemplazados por libros laicos en la segunda mitad. El tono de sus libros ya no era visto como adecuado por la sociedad británica. Uno de los primeros eruditos de la literatura infantil, Geoffrey Summerfield, la describe de esta forma: «De todas las mujeres moralistas activas a finales del siglo XVIII y a principios del siglo XIX, era probablemente la que más se hacía notar. Desequilibrada, frenética, paranoica, tal vez lo fue, pero nadie puede negar su energía y perseverancia al defender las almas de los niños de Inglaterra de los ataques del Diablo». Recientemente, sin embargo, los estudiosos de la literatura para niños han intentado ver la literatura infantil del siglo XIX dentro de su contexto histórico en lugar de juzgarla contra los cuentos modernos; historiadores tales como Grenby, Ruwe, Ferguson, Fyfe y Cosslett se han especializado en el trabajo de Trimmer. Debido a que Trimmer no llena el molde del feminismo del siglo XX, ya que no se ha rebelado contra las posiciones sociales de la época como sí lo ha hecho Mary Wollstonecraft, no atrajo la atención de las primeras historiadoras feministas. Trimmer, según Ruwe, era un «modelo para otras escritoras», y las autoras posteriores a menudo reconocieron su deuda explícitamente, como hizo la autora de The Footsteps to Mrs. Trimmer's Sacred History.

## Hijos de Trimmer
Trimmer y su esposo tuvieron doce hijos.
| Nombre         | Fecha de nacimiento     | Fecha de fallecimiento   | Breve biografía |
| -------------- | ----------------------- | ------------------------ | --- |
| Charlotte      | 27 de agosto de 1763    | 1836                     | Charlotte se casó con el viudo Richard Moore, tataranieto de Sir Thomas Moore, quien era a su vez sobrino-nieto del poeta John Milton; tuvieron una hija, Charlotte Selina (1793-1867). Charlotte Trimmer Moore falleció de un ataque cardíaco y gangrena en 1836. |
| Sarah (Selina) | 16 de agosto de 1764    | 1829                     | Selina fue institutriz de los niños de Georgiana, Duquesa de Devonshire. |
| Juliana Lydia  | 4 de mayo de 1766       | 1844                     | Juliana Lydia asistió a su hermana Selina en el cuidado de los niños de la Duquesa de Devonshire. Continuó los proyectos filantrópicos de su madre en Brentford. |
| Joshua Kirby   | 18 de agosto de 1767    | 17 de septiembre de 1829 | Joshua Kirby se casó con Eliza Willett Thompson en 1794, y tuvieron siete hijos. Fue propietario de varias oficinas locales en Brentford e invirtió en fábricas de ladrillos, en una mina de cobre y en proyectos similares. También formó un rebaño de ovejas merinas y las exportó a Australia como parte de un proyecto iniciado por Joseph Banks. Su hijo, Joshua Trimmer (1795-1857), se convirtió en un geólogo de cierto reconocimiento. |
| Elizabeth      | 21 de febrero de 1769   | 24 de abril de 1816      | Elizabeth estuvo enferma con frecuencia a lo largo de su vida, posiblemente de tuberculosis. Cuidó a su sobrino James en su lecho de muerte y murió pocos días después que él. |
| William Kirby  | 20 de junio de 1770     | Febrero de 1811          | William Kirby se casó con Jane Bayne en 1794, y tuvieron siete hijos. Fue dueño de un exitoso negocio de fabricación de ladrillos y coleccionó fósiles. Sufrió un derrame cerebral en 1810 y murió cuatro meses después. Uno de sus hijos, Spencer, ayudó a exportar las ovejas merinas de Joshua Kirby Trimmer a Australia. |
| Lucy           | 1 de febrero de 1772    | 1813                     | Lucy se casó con James Harris en 1799, con quien tuvo seis hijos. William (1807-1848) se convirtió en un soldado exitoso con la British East India Company y fue convertido en caballero por la Reina Victoria en 1844; fue también artista, escritor, diplomático, naturalista, geógrafo y escultor. Robert (1810-1865) se desempeñó con éxito como capitán en la Marina Real y diseñó un plan de estudios, educando a nuevos oficiales. John (1808-1829) se unió a la Armada británica y fue asesinado a los 21 años de edad en la India. Su hija Lucy (1802-1879) continuó el trabajo filantrópico con los más humildes de su abuela, estableciendo y trabajando en varias escuelas dominicales.                                                                 |
| James Rustal   | 31 de julio de 1773     | 1843                     | James Rustal se casó con Sarah Cornwallis en 1802; tuvieron un hijo, James Cornwallis Trimmer (1803-1816). La esposa de James murió un mes después de dar a luz a su hijo y la hija de Sarah Trimmer, Elizabeth, se encargó de cuidarlo. James Rustal Trimmer invirtió en el negocio de ovejas merinas de su familia y fue descrito como «un manufacturero de la imprenta, de Clerkenwell» en documentos oficiales. Murió de demencia senil en 1843. |
| John           | 26 de febrero de 1775   | 1791                     | John murió de tuberculosis a los quince años. |
| Edward Deciums | 3 de enero de 1777      | 1777                     | Edward sólo vivió por unos días. |
| Henry Scott    | 1 de agosto de 1778     | 25 de noviembre de 1859  | Henry Scott enfermó de tuberculosis en 1792. Se casó con Mary Driver Syer en 1805; juntos tuvieron tres hijos. Fue amigo de varios artistas, incluyendo a J. M. W. Turner y Henry Howard (quien pintó el retrato de su madre) y fue vicario en Heston desde 1804 hasta su muerte en 1859. Impulsó una investigación luego de la muerte de Frederick John White, quien había sido llevado a la corte por insubordinación. Su hijo Barrington (1809-1860) fue reverendo en Heston por veintisiete años y finalmente se convirtió en capellán doméstico del Duque de Sutherland, quien estuvo relacionado con la familia de Georgiana, Duquesa de Devonshire; también fue escritor. Su hijo Frederick (1813-1883) se convirtió en un próspero terrateniente en Heston. |
| Annabella      | 26 de diciembre de 1780 | 1785                     | Murió a la edad de cinco años. |

## Lista de obras
Esta lista de obras ha sido tomada del artículo de Deborah Wills sobre Trimmer en el Dictionary of Literary Biography. Otras entradas han sido añadidas si aparecieron en otros artículos académicos o bases de datos bajo el nombre de Trimmer.
- An Easy Introduction to the Knowledge of Nature, and Reading the Holy Scriptures, adapted to the Capacities of Children (1780)
- Sacred History (1782-85) (6 volúmenes)
- The Œconomy of Charity (1786)
- Fabulous Histories; Designed for the Instruction of Children, Respecting their Treatment of Animals (1786)
- A Description of a Set of Prints of Scripture History: Contained in a Set of Easy Lessons (1786)
- A Description of a Set of Prints of Ancient History: Contained in a Set of Easy Lessons. In Two Parts (1786)
- The Servant’s Friend (1786)
- The Two Farmers (1787)
- The Œconomy of Charity (1787)
- The Sunday-School Catechist, Consisting of Familiar Lectures, with Questions (1788)
- The Sunday-scholar's Manual (1788)
- The Family Magazine (1788-89) (periódico)
- A Comment on Dr. Watts’s Divine Songs for Children with Questions (1789)
- A Description of a Set of Prints of Roman History, Contained in a Set of Easy Lessons (1789)
- The Ladder of Learning, Step the First (1789)
- A Description of a Set of Prints Taken from the New Testament, Contained in a Set of Easy Lessons (1790)
- Easy Lessons for Young Children (1790)
- Sunday School Dialogues (1790) (editado por Trimmer)
- A Companion to the Book of Common Prayer (1791)
- An Explanation of the Office for the Public Baptism of Infants (1791)
- An Attempt to Familiarize the Catechism of the Church of England (1791)
- The Little Spelling Book for Young Children (4.ª ed., 1791)
- Reflections upon the Education of Children in Charity Schools (1792)
- A Friendly Remonstrance, concerning the Christian Covenant and the Sabbath Day; Intended for the Good of the Poor (1792)
- The Ladder of Learning, Step the Second (1792)
- A Description of a Set of Prints of English History, Contained in a Set of Easy Lessons (1792)
- An Abridgement of Scripture History; Consisting of Lessons Selected from the Old Testament (1792)
- A Scriptures Catechism (1797) (2 partes) [not on Wills' list]
- A Description of a Set of Prints Taken from the Old Testament (1797)
- The Silver Thimble (1799)
- An Address to Heads of Schools and Families (1799?)
- The Charity School Spelling Book (c. 1799) (2 partes)
- The Teacher's Assistant: Consisting of Lectures in the Catechised Form (1800)
- A Geographical Companion to Mrs. Trimmer's Scripture, Antient, and English Abridged Histories, with Prints (1802)
- A Help to the Unlearned in the Study of the Holy Scriptures (1805)
- An Abridgement of the New Testament (1805?)
- A Comparative View of the New Plan of Education Promulgated by Mr. Joseph Lancaster (1805)
- The Guardian of Education (1802-06) (periódico)
- A New Series of Prints, Accompanied by Easy Lessons; Being an Improved Edition of the First Set of Scripture Prints from the Old Testament (1808)
- A Concise History of England (1808)
- Instructive Tales: Collected from the Family Magazine (1810)
- An Essay on Christian Education (1812) (póstumo)
- Sermons, for Family Reading (1814) (póstumo)
- Some Account of the Life and Writings of Mrs. Trimmer (1814) (póstumo)
- A Description of a Set of Prints of the History of France, Contained in a Set of Easy Lessons (1815) (póstumo)
- A Selection from Mrs. Trimmer's Instructive Tales; The Good Nurse... (1815) (póstumo)
- Miscellaneous Pieces, Selected from the Family Magazine (1818) (posthumous)
- Prayers and Meditations Extracted from the Journal of the Late Mrs. Trimmer (1818) (póstumo)
- A Selection from Mrs. Trimmer's Instructive Tales; The Rural Economists... (1819) (póstumo)